# St. Johns-floden
St. Johns-floden er Floridas vigtigste flod.
Floden er c. 500 km lang. Da Florida er meget lavtliggende strømmer floden meget langsomt, og er nogen gange 3-4 km bred. Omegnen er ofte sumpet. Dyrelivet omfatter alligator og – ved flodens udmundning – delfiner og manater. St. Johns-floden tiltrækker mange lystfiskere.
Indtil enden af 19. århundrede var der dampskibfart på St. Johns-floden, men det endte med jernbanernes ankomst i 1890erne.